# Rodney Purvis
Rodney O'Keith Purvis (ur. 14 lutego 1994 w Greenville) – amerykański zawodowy koszykarz, występujący na pozycji rzucającego obrońcy, obecnie zawodnik KB Trepca Mitrowica.
W 2012 wziął udział w dwóch meczach gwiazd amerykańskich szkół średnich – McDonald’s All-American i Jordan Classic. W drugim z wymienionych spotkań został wybrany MVP. Został też nagrodzony tytułem najlepszego zawodnika szkół średnich stanu Karolina Północna (North Carolina Gatorade Player of the Year, North Carolina Mr. Basketball), wybrano go także do I składu Parade All-American oraz III składu USA Today All-USA.
20 lipca 2018 trafił do Oklahoma City Thunder w zamian za Dakariego Johnsona oraz zobowiązania gotówkowe. 23 lipca 2018 został wysłany do Boston Celtics w zamian za Abdela Nadera i zobowiązania gotówkowe. 30 lipca został zwolniony.
27 lipca 2019 został zawodnikiem izraelskiego Hapoelu SP Tel Awiw.
25 lutego 2020 dołączył do włoskiego Pallacanestro Cantù.
26 lutego 2021 zawarł umowę z Kingiem Szczecin. 7 marca 2022 podpisał kontrakt z KB Trepca Mitrowica.

## Osiągnięcia
Stan na 10 marca 2022, na podstawie, o ile nie zaznaczono inaczej.
NCAA
- Uczestnik:
  - II rundy turnieju NCAA (2016)
  - turnieju NCAA (2013)
- Mistrz turnieju konferencji American Athletic (AAC – 2016)
- Zaliczony do I składu turnieju AAC (2015)

Indywidualne
- Zaliczony do I składu debiutantów G-League (2018)[9]
- Uczestnik meczu gwiazd G-League (2018)
- Zawodnik tygodnia D-League (26.12.2017)

Reprezentacja
- Mistrz:
  - Ameryki U-18 (2012)[10]
  - turnieju Adidas Nations (2011)
- Brązowy medalista turnieju Nike Global Challenge (2011)
- Uczestnik kwalifikacji do mistrzostw świata (2017)